# غراتسيا
غراتسيا (بالإيطالية:Grazia) مجلة إيطالية اسبوعية مهتمة بأمور المرأة، لها طبعات دولية في كل من ألبانيا، البحرين، بلغاريا،  الصين، كرواتيا، فرنسا، ألمانيا. اليونان، اندونيسيا، الهند، اليابان، مقدونيا،  المكسيك، هولندا،  بولندا، البرتغال، صربيا، سلوفينيا، كوريا الجنوبية وإسبانيا وتايلاند والمملكة المتحدة.
تم تاسيس المجلة في 1 أكتوبر عام 1938 من قبل شركة أرنولدو موندادوري إيديتوري (بالإيطالية:Arnoldo Mondadori Editore) ومازات طباعتها مستمرة حتى الآن.